# Hezelaar (Liempde)
Hezelaar is een gehucht  bij Liempde, gemeente Boxtel. Het achtervoegsel –laar wordt vaak verklaard als een open plek in het bos. Heze of hees betekent hakhout, struikgewas of heester. Hezelaar bestaat uit een aantal langgevelboerderijen en woonhuizen op een bochtige weg langs een zandrug op het Hezelaarse akkercomplex bij Liempde. 
De oudste vermelding van Hezelaar is uit 1308. Het ligt als een krans om de hoger gelegen Hezelaarse Akkers en wordt samen met Liempde een kransakkerdorp genoemd. Omstreeks 1985 werden op deze akkers resten uit de Romeinse tijd gevonden.
Er was een kapel die gelegen heeft op de hoek van de Pastoor Dobbeleijnstraat en Kerkakkers. De kapel bevond zich vlak bij de Dommel en was gewijd aan Sint-Jan. Het is onduidelijk wanneer deze precies gesticht is, maar mogelijk is dat omstreeks 1400. In 1474 werd de kapel tot rectoraat verheven. Hier ontstond feitelijk de aanzet tot de kern van Liempde. In 1603 werd Liempde een eigen parochie en werd deze kapel tot kerk verheven. In de 19e eeuw werd de huidige kerk van Liempde gebouwd, verder naar het zuidwesten.
De fundamenten van de kapel bevinden zich thans onder het maaiveld. In 1982 werd deze site tot archeologisch monument verheven en in 2003 werd ze ingericht als stilteplek.

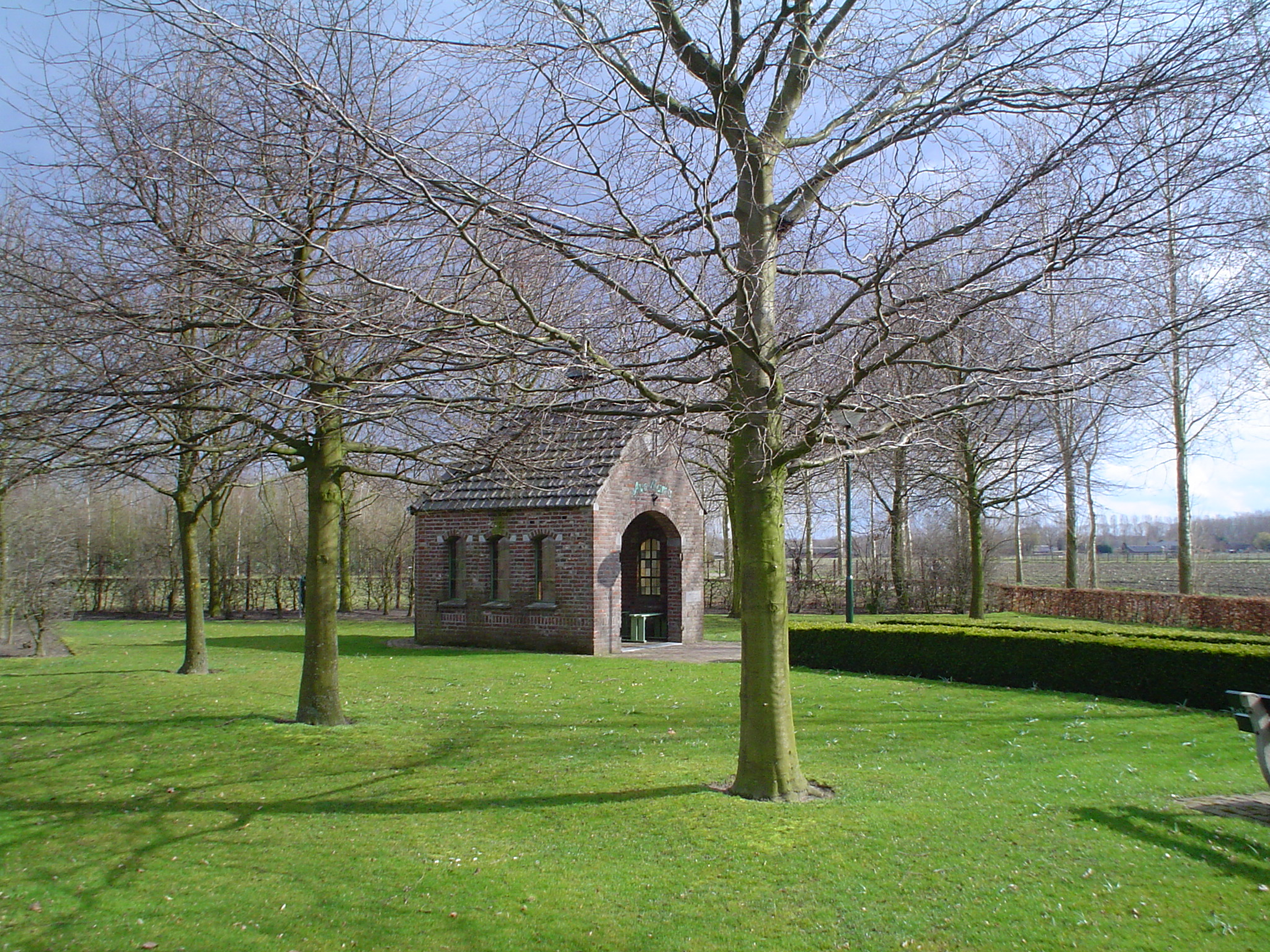
Kapel aan de Herscheweg

Aan de Herscheweg is in 1989 de kapel van Onze Lieve Vrouw van Beauraing gesticht.
Dorpen: Boxtel · Esch · Lennisheuvel · Liempde

Buurtschappen en gehuchten: Den Berg · Hal · Heult · Hezelaar · Kasteren · Kinderbos · Kleinder-Liempde · Langenberg · Luissel · Nergena · Roond · Schorvert · Selissen · Tongeren · De Vorst · Vrilkhoven

Noord-Brabant: Steden en dorpen      Nederland: Provincies · Gemeenten